# 高山良策
高山 良策（たかやま りょうさく、1917年3月11日 - 1982年7月27日）は、日本の画家、怪獣などのぬいぐるみ（着ぐるみ）、造形物製作者。特に第1期のウルトラシリーズでの、成田亨デザインによる怪獣造形は評価されており、「怪獣の父」と呼ばれる。
兄は日本画家の高山無双。

## 略歴
1917年（大正6年）3月11日、山梨県西桂村（現西桂町）出身の大工の次男に生まれる。のちに日本画家になる兄の影響で、幼少期から絵に親しみ、画家を志す。
1931年（昭和6年）、14歳。家が貧しかったため単身上京。製本工場に勤務しながら、独学で絵を学ぶ。画集を買う余裕もなかったため、丸善などの書店に行き、画集を立ち読みして様々な絵を見たという。
1938年（昭和13年）、21歳。陸軍に徴兵され、中国戦線に渡るが、苛烈な最前線にもかかわらず、紙切れまでも利用して、軍隊での生活を題材に、鉛筆や水彩による多くのスケッチを描いた。
1940年（昭和15年）、23歳。退役して帰国後、田辺製薬図案部に就職。また、本郷にあった福沢一郎の絵画研究所で学ぶ。福沢は当時、シュルレアリスム絵画を描いており、その影響をうける。
1943年（昭和18年）、26歳。太平洋戦争がはじまると、同僚の黒田龍雄（のちに、快獣ブースカをデザインした）とともに田辺製薬を退社し、東宝航空研究資料室に入社。国策映画の特撮用のミニチュアを製作する。多くの美術家が集まっており、山下菊二、難波田龍起らを知る。
1945年（昭和20年）、28歳。戦争末期の3月、貧困だがエネルギーあふれる画家たちが集まっていた「池袋モンパルナス」のアトリエつき住宅に転居。
1946年（昭和21年）、29歳。山下菊二、大塚睦らと「前衛美術会」を結成。同年利子夫人と結婚。東宝では、スタッフ・俳優のほとんどが参加した一大労働闘争「東宝争議」が始まり、高山も共産党に入党する。争議中には、組合の命令で同僚の鷺巣富雄、山下菊二、山本常一らと街頭で似顔絵描きもさせられた。
1950年（昭和25年）、33歳。共産党を離党。
1951年（昭和26年）、34歳。東宝を退社。以後は、フリーの立場で、特撮・造形関係の様々な仕事をする。
1953年（昭和28年）、36歳。日教組プロが製作した映画『ひろしま』のセットデザインをてがける。
1954年（昭和29年）12月、37歳。子ども向け雑誌『よいこのくに』（1954年12月号、学研）の「おめでとう くりすます」のページでは、人形制作・構成の川本喜八郎のもとで、装置を担当した。
1958年（昭和33年）、41歳、人形劇映画『注文の多い料理店』（学研人形部）で人形操作を担当、
1959年（昭和34年）、42歳。飯沢匡の人形アニメーション映画『ポロンギター』（26分・16mm・カラー、学習研究社）の人形制作を佐々木章、加藤清治とともに担当。また、練馬区に転居し、引越しが5月だったことからそのアトリエを「アトリエ・メイ」と名づける。このアトリエ名は、のちに「怪獣制作工房」名として有名になった。
1961年（昭和36年）、44歳。大映の超大作映画『釈迦』の特撮用セットを作る。のちの『大魔神』にも繋がる、神像崩壊シーンの特撮も手がける。
1962年（昭和37年）、45歳。『鯨神』で、大橋史典と交代し鯨神（セミ鯨）の撮影用ミニチュアを制作。
1963年（昭和38年）、46歳。大映初の怪獣、『大群獣ネズラ』のネズラを作るが不評だった。のち撮影は中断され、企画自体が幻に終わった。
1964年（昭和39年）、47歳。「よみうりランド」の「水中バレエ劇場」用の精巧なウミガメの模型を製作。
1965年（昭和40年）、48歳。上記のウミガメの作り物に円谷英二が目を留め、彫刻家成田亨の紹介により円谷プロダクション製作の『ウルトラQ』に参加。製作第14話より怪獣・宇宙人の着ぐるみ製作を担当。成田の秀逸なデザインもあり、現在でも、強烈な印象を与える造形となる。
1966年（昭和41年）、49歳。京都に3か月間出向し、大映映画『大魔神』の大魔神造形を担当。等身大、実物大の大魔神も製作。ラストで崩れ落ちる大魔神のミニチュアにおいては、素材選びに苦労しながらも見事な効果を上げた。
この崩壊シーンでは、魔神像がうまく崩れず、かなり悩まされている。利子夫人によると、『ウルトラマン』の制作を始めた円谷プロから、東京の自宅に「早く戻って欲しい」と催促の電話が何度もあったが、「この撮影を見届けるまでは帰れない」として、京都の現場に残っていたという。
これにさきがけ、京都と東京を往復する多忙な日程の中、『大怪獣決闘 ガメラ対バルゴン』のバルゴンも製作しているが、結局その表面仕上げはエキスプロに任せている。
1967年（昭和42年）、50歳。『ウルトラマン』に続いて『ウルトラセブン』にも参加し、ほとんどの怪獣の造形を担当。「毎週の怪獣造形」という過酷なスケジュールの中、独特の存在感のあふれる怪獣を作り続ける。週1回放送というテレビ番組の厳しいスケジュールから、『ウルトラマン』の怪獣の3分の1は過去の怪獣の改造による使いまわしであったが、成田のデザインと高山の造形はそのハンデを感じさせないものであった。
同年、ピー・プロが特撮を担当した『神州天馬侠』で大ワシのクロを制作、『怪獣王子』の恐竜をデザイン・制作。うち数体は、番組打ち切りのため制作したもののお蔵入りとなってしまう。主役のネッシーは、大橋史典が制作したものが重厚すぎて使えず、開米栄三と協力して手直しを担当。また、これとは別に小ぶりのネッシーを制作している。
ピープロではこのほか、同社のパイロット作品『ゴケミドロ』の、宇宙怪物ゴケミドロ、同じくパイロット作品の『豹マン』のヒーロー「豹マン」を、ゴムマスクタイプと植毛タイプの2種類制作した。この時期、折からの怪獣ブームの中、「怪獣を作る男」としてマスコミに大きくとりあげられ、話題となる。
1968年（昭和43年）、51歳。『ウルトラセブン』の途中で、成田が怪獣デザインを中途降板した後は、池谷仙克とコンビを組み、さらに名怪獣を作りつづける。『マイティジャック』では敵組織Qの「レイブン」などの超兵器、『戦え! マイティジャック』ではゲスト怪獣の造形に参加。
1971年（昭和46年）、54歳。「第二次怪獣ブーム」の火付け役となった『宇宙猿人ゴリ』で、再び盟友うしおそうじのもと、ゴリ博士ら猿人のマスクや、おどろおどろとした「公害怪獣」を製作した。ゴリ博士の紫を基調にしたスーツは、高山のデザインによる。利子夫人によると、『宇宙猿人ゴリ』の番組名について、「悪役が番組の題名になるなんて面白いな」と語っていたそうである。
同作品には、高山の個人作品「かなぶんおやぶん」がゲストの怪獣キャラクター（コンピューター怪獣）として使用されている。また、当作では怪獣「クルマニクラス」のデザインの手直しをしたり、「モグネチュードン」のデザインを手がけてもいる。
同年、『帰ってきたウルトラマン』の怪獣数体を担当。開米プロダクションの開米栄三社長は、同作品で怪獣造型を引き継いだということで、高山の元を挨拶に訪ねたそうである。また、『シルバー仮面』の全宇宙人・怪獣の造形を担当した。
1972年（昭和47年）、55歳。『快傑ライオン丸』を担当。「豹マン」に続いての毛やヒゲの多い「ライオン丸」の造形も見事であり、また、ライバル役「タイガージョー」も人気を集めたことで、以後もピー・プロにおける「猫系ヒーロー」を任されることになった。
また、円谷プロ初の劇場オリジナル映画『怪獣大奮戦 ダイゴロウ対ゴリアス』の怪獣造形を担当。ほかにも同時期の『アイアンキング』を手がける傍ら、『突撃!ヒューマン』では再び成田亨と組んで怪獣を造型（「ジャイロック」のみ）するなど、第一次ブームにも増して多忙な制作スケジュールをこなす。
1973年（昭和48年）、56歳。1月から放送開始の『ファイヤーマン』における大半の怪獣造形を担当する一方で、『風雲ライオン丸』にも参加。『ファイヤーマン』の終了直後には、『スーパーロボット レッドバロン』へスライド参加し、敵ロボットの半分を手がける。
1974年（昭和49年）、57歳。『鉄人タイガーセブン』や『電人ザボーガー』のほか、寺山修司の前衛映画『田園に死す』の不気味なギミック「空気女」を製作。
1975年（昭和50年）、58歳。『冒険ロックバット』の造形（「ドラダヌギー」のみ）を担当。
1976年（昭和51年）、59歳。『恐竜探険隊ボーンフリー』のティラノサウルス（モデルアニメ用の人形および手踊りギニョール）のみ造型。
1979年（昭和54年）、62歳。日仏合作として企画されたがパイロット版のみで終わった『シルバージャガー』を最後に怪獣造形の世界から離れ、シュルレアリスムに立脚した土俗的な絵画作品を描く。
1982年7月27日、肝臓癌のため、65歳で死去。入院先の病院では、輸血の提供に、数多くの高山怪獣のファンが名乗りを上げた。
死去の半年前に、雑誌の依頼を受けて30cmサイズの怪獣のミニチュア7体（レッドキング、ガラモン、ペギラ、ラゴン、カネゴン、ケムール人、ギエロン星獣）を製作している。妻がその理由を聞くと「残るものは、同じだから」と答えたという。
2001年（平成13年）、練馬区立美術館で、学芸員の土方明司の企画により「高山良策の世界展」が開催される。

## 人物
高山の妻・利子は結婚後すぐにカリエスを罹病し、長きに渡り入院生活となるが、高山は献身的に妻を介護し、全快にまで至らしめた。のちの怪獣着ぐるみ製作の際には、怪獣の装飾品、部品の選定調達といった原材料購入を手伝うなど、利子は高山の仕事上でもパートナー的存在となった。夫婦には子供はおらず、うしおそうじは、高山はこれを転機として子供向けの仕事に向かってくれた、と述懐している。戦後間もない頃からの盟友であるうしおとの付き合いは家族ぐるみのもので、第二次怪獣ブーム後も、怪獣造型の依頼があれば必ずピー・プロを通して請けていた。
癌で入院した際には本人告知はされず、「あと二月」と利子夫人に伝えられたうしおは、入院先を見舞った際の高山の、「鷺巣さん（うしおの本名）、とうとう65歳になったから、入院費がタダなんですよ」「トイレはハンガーで点滴ぶら下げていくんですよ」などと、ニコニコと子供のように話す姿が印象的だったと偲んでいる。
高山の工房で怪獣製作を手伝う、美大生のアシスタントたちには「これは、生き物を作っているのだからそのつもりで」と指示していたという。高山は、報酬の大小で手を抜くことはなかった。
アトリエ・メイは二階建て住居で、一階を造形用の工房、二階を絵画用のアトリエにしていた。昼間、階下で怪獣などの造形作業をした後、夜は二階で油絵を描いていた。また、怪獣造形で多忙な中でも、欠かさず絵や彫刻作品の制作を続け、毎日寝る前にデッサンをしていた。また、一階と二階をきちんと分け、一階にデッサンを持ち込むことはしなかった。油絵『飛んでけ！』は、日仏現代美術展で二等入選している。

## 高山が製作した怪獣たち
高山の作る怪獣は、スピーディーな動きを求められるテレビ番組での撮影を前提に、「動きやすさ、軽さ、安全さ」を第一に考えて作られていた。素材も軟らかく軽いものを選び、演技者が着脱しやすいよう内部取っ手などを内蔵し、また予算を考え、口やマブタの開閉ギミックは、内部演技者が紐を引っ張って行うものを考案し、これらの仕掛けを「ヒモコン」と命名していた。
高山の怪獣は、近年の怪獣造型と違い、内部演技者と怪獣の表皮との間の隙間が大きく、独特の皺や皮膚の質感が特徴である。これも軽さと動きやすさを考慮してのことである。『大怪獣決闘 ガメラ対バルゴン』や『ウルトラマン』の撮影では、バルゴンやベムラーが水に沈まず、ハサミで表皮を切り裂いて水を中に入れてやっと沈めた、というエピソードが残っている。
また、過密なテレビ制作のスケジュールにもかかわらず、全身を粘土原型から起こして型取りしたものも多く、全て併せてこのやさしく温かみのある高山の怪獣は、まさに「ぬいぐるみ」というべきものであった（高山自身も造形者としてこれらを「縫いぐるみ」と記述している）。この「第一次怪獣ブーム」では、アトラクションショー用の怪獣も多く手がけた。
『ウルトラマン』、『ウルトラセブン』で高山怪獣の何体かを演じた中島春雄は、高山の怪獣について、「軽すぎて、少し物足りない」と感想を述べている。利子夫人によると、成田亨はこれに対し、「僕らは中の役者を考えて軽く作っているんだからこれでいいんだよ」と高山を慰めたという。
東宝の造形スタッフ安丸信行によれば1967年、高山は東宝から『キングコングの逆襲』のゴロザウルスの造形を依頼されているが、作りの軽さに不満をもった安丸の意見で、中途で破談となったという。だがこれらのエピソードは、重厚さを要求される映画の現場と、先にも述べたように軽快さを求められるテレビの現場との要求の違いを単に示したものに過ぎない。
『怪獣王子』で特撮監督を務めた小嶋伸介は高山について、「ぬいぐるみの納品後は『じゃあよろしく、修繕はやりますけど、後は生かすも殺すも小嶋さん次第ですから』という姿勢で、とても仕事がしやすかった」と振り返り、デザイナーの意思を尊重しながら「動きやすいぬいぐるみ」をと工夫を重ねた高山について、「高山さんの存在は、TV特撮界にとって大変に貴重なものだったのではないか」と述べている。
『宇宙猿人ゴリ』では、ゴキブリの怪獣「ゴキノザウルス」のあまりのリアルさに、別所孝治プロデューサーが大喜びし、撮影所そばの屋台のおでんを買いきってスタッフに振舞った、というエピソードが残っている。
高山は第一次怪獣ブームから第二次怪獣ブームを通し、造形日記を欠かさずつけており、現在では当時の制作内容や時代背景までをも含んだ貴重な資料となっている。マスコミの加熱取材振りや、クライアントの無理な要求に対しての不満も吐露されていて、大変興味深いものとなっている。『大魔神』では実物大の腕の造形に四苦八苦し、大映本社の「いつまでそんなものにかかっているんだ」との無神経な言葉に「新粉細工じゃあるまいし、そんな簡単に作れるか」と造型者として憤る姿が見られる。
高山は、怪獣を作る際には必ず内部演技者の採寸をして、身体にフィットした造型を心がけている。一方で「10日に並行して一体」という過密なペースのテレビ怪獣作りには苦労も多かったようである。ロボット怪獣であっても、演技者の安全性を考えて軟らかいゴム素材を使うことが多かった。
『スーパーロボット レッドバロン』のデザイナー野口竜は雑誌『宇宙船』のインタビューで「せっかくかっこよく描いたロボットデザインが、胴長で足の短いぬいぐるみばかりになってがっかりした」などとコメントしている一方、LD-BOXの解説書では「様々な素材を使ってチャレンジしてくれた」とも述べていて、図らずも軟質・硬質の素材の組み合わせでの高山の苦労がよく偲ばれるコメントとなっている。
『ウルトラセブン』では、成田亨が実相寺昭雄のスペル星人のデザイン指示に対し、「自分の姿勢に反する」としてデザインを拒否。成田はデザインを描かずに、高山に実相寺の注文通りに依頼し、高山がデザイン画なしで仕上げている。
高山のウルトラ怪獣に対して、近年まで実相寺は「イメージと違いすぎる」として、「ガマクジラ」を「ドラえもんの水浴び」、メトロン星人を「長靴の化け物」などと揶揄し、辛口の評価を下していたが、実相寺は最晩年に雑誌『フィギュア王』のコラムで「フィギュアによるイメージの補填」を機に、「作り物ならではの良さもあるんだな」と考えを改める発言をしている。

### ウルトラシリーズでの作品
- ウルトラQ
  - ペギラ、ガラモン、ボスタング（制作中止になった「OIL SOS」に登場するクラプトンを改修）、カネゴン、ケムール人、パゴス（頭部を新造し、胴体はバラゴンを改修）、ラゴン（ミニチュアも製作。ラゴンの子供として使用される）、スダールの足、ゴーガ（大中小）、セミ人間（ミニチュアも制作）、ゴルゴス、M1号（ミニチュアも制作）
- ウルトラマン
  - アントラー（ミニチュアも制作）、レッドキング、ベムラー、ピグモン（日誌ではガラモンの補修扱い）、ラゴン（頭部を補修。ボディは新調）、チャンドラー（日誌ではペギラの補修扱い）、ゲスラ、ギャンゴ、ミイラ人間、ドドンゴ、ペスター、ガヴァドンB、ガマクジラ、ブルトン、ザラブ星人、バニラ、アボラス、ケムラー、ジャミラ、テレスドン、ドラコ、グビラ、レッドキング（二代目）、ゴモラ、ダダ、ケロニア（等身大用のマスクも制作）、ザンボラー、メフィラス星人、スカイドン、シーボーズ、ザラガス、ジェロニモン、ゼットン、キーラ、サイゴ
- ウルトラセブン
  - ワイアール星人、エレキング、ミクラス、ピット星人（頭部2個）、ペガッサ星人、ゴドラ星人、ウインダム、クール星人、ビラ星人、キュラソ星人、イカルス星人、スペル星人、メトロン星人、チブル星人、ナース（大小）、アンノン（巨大化する前の石も制作）、キングジョー、ベル星人、グモンガ、シャプレー星人（頭部）、ギラドラス、ブラコ星人、シャドー星人（頭部2個）、ガブラ、カナン星人（頭部3個）、ポール星人（3体）、ガンダー、ギエロン星獣、ボーグ星人、恐竜戦車（恐竜部分のみ）、プロテ星人、プラチク星人（骨の吊り人形も制作）、ダリー、アギラ、ダンカン、水棲人ピニヤ（該当話「湖底の叫び声」が制作中止になったためNG。その後ペロリンガ星人に改造された）、ガッツ星人（2体）、クレージーゴン、ノンマルト（頭部3個）、テペト星人（頭と手を各3個）、テペト、ゴリーのマスクと手、フック星人（頭部3個）、ゴース星人（頭部5個）、パンドン（改造後の義手と義足も制作）
- 帰ってきたウルトラマン
  - グドン、ツインテール、ステゴン

## 個展
- 『マルチアーティスト 高山良策の世界展』練馬区立美術館 2001年2月3日 - 3月20日

## 関連作品
- 『怪獣のあけぼの』（DVD）- GyaOでの放映用に制作された。高山の生涯と作品について、関係者にインタビューしたドキュメンタリー作品。

## テレビ出演
- 『小川宏ショー』（1971年）番組内で行われた、『宇宙猿人ゴリ』での怪獣デザインコンテストの授賞式に出演。

## その他
高山の遺品のうち怪獣関係の品は、ガレージキットメーカー「M1号」代表の西村祐次が引き取り、それをもとに高山怪獣の精巧なレプリカが制作されている。